# Je suis un homme (chanson de Zazie)
Pour les articles homonymes, voir Je suis un homme.
Pistes de Totem
Des rails L'Ange blessé
Je suis un homme est une chanson pop enregistrée en 2007 par la chanteuse française Zazie. C'est la deuxième chanson de son sixième album en studio, Totem. Elle a été publiée pour la première fois le 5 octobre 2007.

## Thème

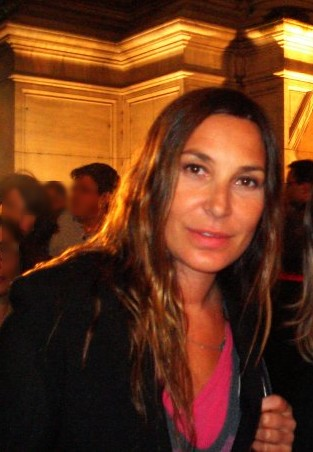
Zazie, auteur compositeur interprète de la chanson

La chanson expose la vue pessimiste sur la nature de l'Homme et son attitude envers le monde, sur la société de consommation et l'environnement. Elle y fait également une critique de la société de consommation (« Pur produit de consommation »), de la nature égoïste de l'Homme (« je suis un homme au cœur de lion », « je fais le monde à ma façon ») et de l'intolérance dont il peut faire preuve (« À la guerre en toute saison »). Tout ceci aboutit à d'inévitables résultats qu'elle expose également : « C'est moi, le maître du feu / Le maître du jeu, le maître du monde 
Et vois ce que j'en ai fait / Une Terre glacée, une Terre brûlée 
La Terre des hommes que les hommes abandonnent. »
La chanson présente la chanteuse comme étant une femme qui semble concernée par la dégradation du monde et regrettant la nature de l'être humain :« Je suis un homme au pied du mur / Comme une erreur de la nature 
Sur la Terre sans d'autres raisons / Moi je tourne en rond, je tourne en rond. »

## Récompenses et classement
La chanson est entrée dans le tableau SNEP en tant que 7e du classement, devenant ainsi la seconde chanson de Zazie à avoir figuré dans le top 10, après son duo avec Axel Bauer, À ma place. Elle a ensuite chuté lentement et reste pour un total de 22 semaines dans le top 50, et 29 dans le top 100. En Belgique (Wallonie), elle fait ses débuts au bas du tableau, et atteint un sommet de numéro sept, 16 semaines plus tard. Elle est restée dans le top 40 pendant 28 semaines.
La chanson a été nommée aux Victoires de la musique 2008 dans la catégorie « Chanson originale de l'année », mais n'a pas gagné.